# Ньютаун (футбольний клуб)
«Ньютаун» — валлійський футбольний клуб із однойменного міста Ньютауна. Заснований 1875 року, домашні матчі приймає на стадіоні «Латем-Парк» місткістю 5000 глядачів.